# Georg Engelmann
Georg Engelmann (Mansfeld, Saxònia, 1570 - 1632) fou un musicògraf i compositor alemany. S'establí a Leipzig, havent assolit la ciutadania vers el 1620. Al cap de poc fou nomenat músic de la universitat de Leipzig. Va escriure les obres: 
- Fasciculus sive Missus secundus quinque vocum cujus modi Paduanas et Galliardas vulgo vocant, in lucem aditus per Georgium Engelmanum Mansfeldelsen Lipsiensis Academiae civem ac musicum (Leipzig, 1621);
- Quod libitum latinum, a sis veus (Leipzig, 1620);
- Paduanem et Gagiiarden (Leipzig, 1622).